# Cleurie
Pour les articles homonymes, voir Cleurie (homonymie).
Cleurie est une commune française située dans le département des Vosges en région Grand Est. Elle appartient à l'aire urbaine de La Bresse. Elle fait partie de la Communauté de communes des Hautes Vosges.

## Géographie

### Localisation

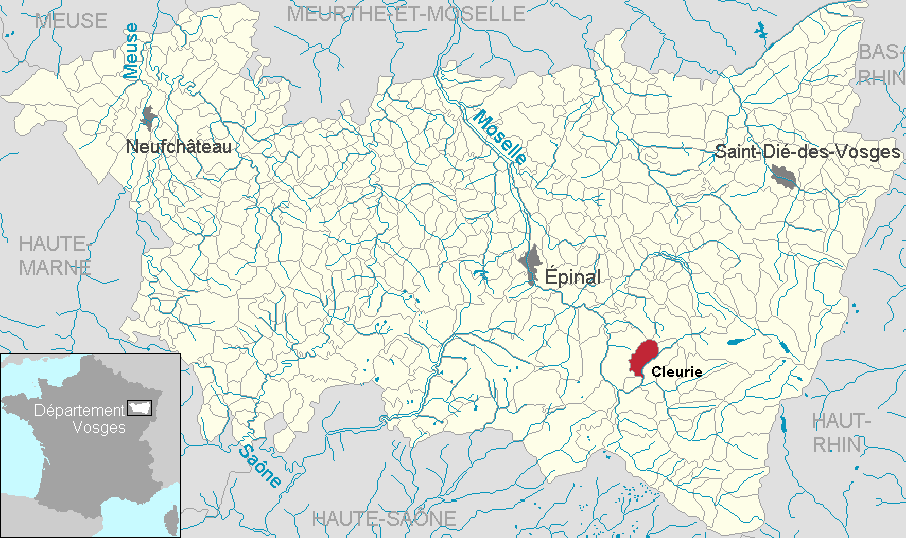
Localisation dans le département.

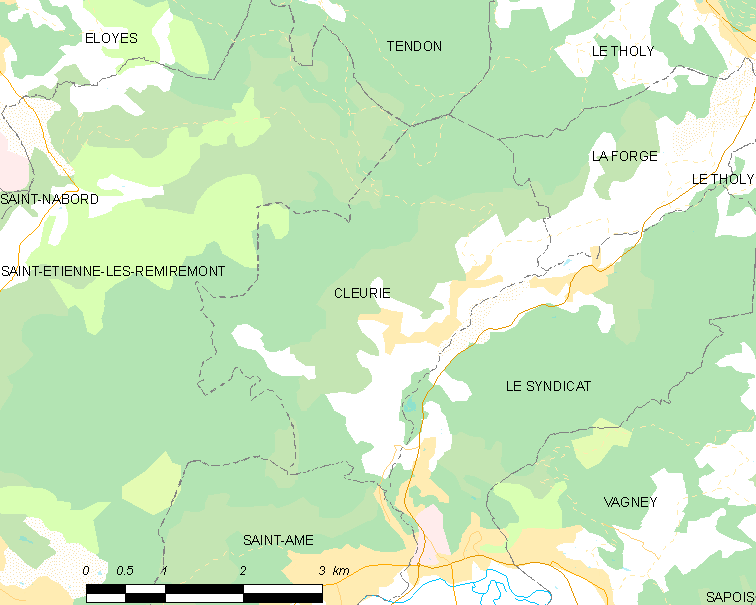
Situation géographique

La commune s'étend tout le long de la vallée de la rivière du même nom, entre Saint-Amé et La Forge.
|                              | Tendon    | Le Tholy La Forge |
| Saint-Étienne-lès-Remiremont | Cleurie   |                   |
|                              | Saint-Amé | Le Syndicat       |

### Géologie et relief
Niché au cœur de la forêt des Hautes-Vosges sur un coteau bien ensoleillé, le village de Cleurie est un lieu paisible où l'on trouve de magnifiques randonnées pédestres. La commune a la particularité de ne pas disposer de centre ; la mairie-école est elle- même isolée au milieu des prés, offrant une vue imprenable sur la vallée de la Moselotte, en direction de Vagney.
Système d’information pour la gestion des eaux souterraines du bassin Rhin-Meuse : Géologie : Carte géologique ; Coupes géologiques et techniques

### Sismicité
La commune se trouve dans une zone de sismicité modérée.

### Hydrographie et les eaux souterraines
La commune est située dans le bassin versant du Rhin au sein du bassin Rhin-Meuse. Elle est drainée par le ruisseau de la Cleurie, le Grand Rupt, le ruisseau de la Suche, le ruisseau des Basses,  le ruisseau des Voues, le ruisseau de Hazintrait, le ruisseau de Putière, et le ruisseau du Liangoutte,.
Le Cleurie, d'une longueur totale de 18,9 km, prend sa source dans la commune de Gérardmer et se jette dans la Moselotte au Syndicat, après avoir traversé sept communes.

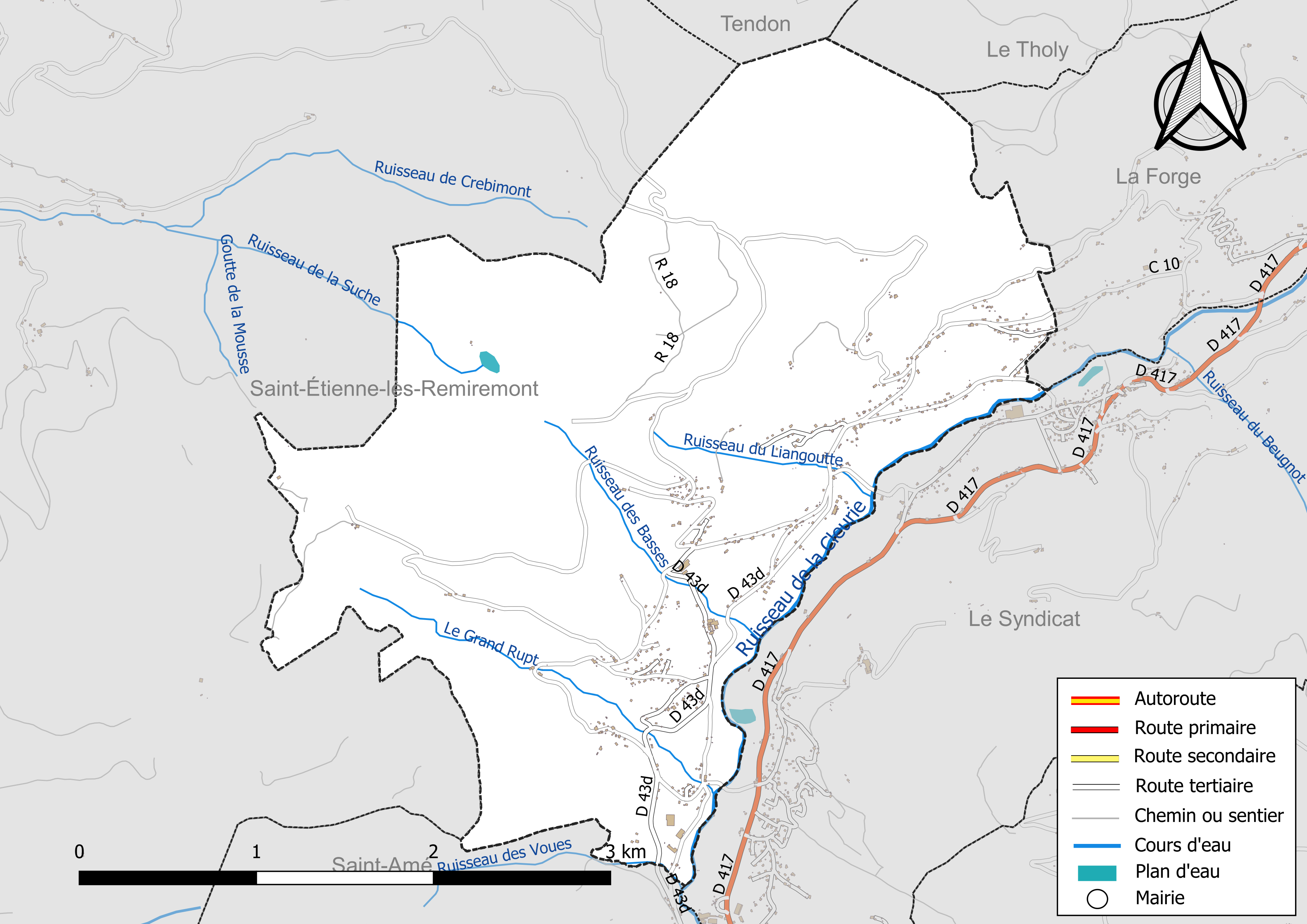
Réseaux hydrographique et routier de Cleurie.

### Climat
Pour des articles plus généraux, voir Climat du Grand Est et Climat des Vosges.
En 2010, le climat de la commune est de type climat de montagne, selon une étude du Centre national de la recherche scientifique s'appuyant sur une série de données couvrant la période 1971-2000. En 2020, Météo-France publie une typologie des climats de la France métropolitaine dans laquelle la commune est exposée à un climat semi-continental et est dans la région climatique Vosges, caractérisée par une pluviométrie très élevée (1 500 à 2 000 mm/an) en toutes saisons et un hiver rude (moins de 1 °C).
Pour la période 1971-2000, la température annuelle moyenne est de 9,1 °C, avec une amplitude thermique annuelle de 16,8 °C. Le cumul annuel moyen de précipitations est de 1 663 mm, avec 13,7 jours de précipitations en janvier et 11,4 jours en juillet. Pour la période 1991-2020, la température moyenne annuelle observée sur la station météorologique de Météo-France la plus proche, « Vagney », sur la commune de Vagney à 6 km à vol d'oiseau, est de 8,8 °C et le cumul annuel moyen de précipitations est de 1 472,7 mm. 
La température maximale relevée sur cette station est de 34,5 °C, atteinte le 25 juillet 2019 ; la température minimale est de −19,4 °C, atteinte le 20 décembre 2009,,.
Les paramètres climatiques de la commune ont été estimés pour le milieu du siècle (2041-2070) selon différents scénarios d'émission de gaz à effet de serre à partir des nouvelles projections climatiques de référence DRIAS-2020. Ils sont consultables sur un site dédié publié par Météo-France en novembre 2022.

### Milieux naturels et biodiversité
À Cleurie se trouvent des rochers de serpentine classés en Zone naturelle d'intérêt écologique, faunistique et floristique (ZNIEFF) par l'Inventaire national du patrimoine naturel (INPN),. Les gisements de serpentine sont ceux de la serpentinite. L'école publique locale porte d'ailleurs le nom de la pierre.
- Présence avérée de castors[19].

### Voies de communications et transports

#### Voies routières
La commune est traversée par la route départementale 417 entre Remiremont et le col de la Schlucht.

#### Transports en commun
- Gare de Remiremont.
- La commune est desservie par le réseau de transport en commun des Vosges Livo[20].

## Urbanisme

### Typologie
Au 1er janvier 2024, Cleurie est catégorisée commune rurale à habitat dispersé, selon la nouvelle grille communale de densité à sept niveaux définie par l'Insee en 2022.
Elle appartient à l'unité urbaine de Vagney, une agglomération intra-départementale regroupant dix  communes, dont elle est une commune de la banlieue,,. Par ailleurs la commune fait partie de l'aire d'attraction de Remiremont, dont elle est une commune de la couronne,. Cette aire, qui regroupe 12 communes, est catégorisée dans les aires de moins de 50 000 habitants,.

### Occupation des sols
L'occupation des sols de la commune, telle qu'elle ressort de la base de données européenne d’occupation biophysique des sols Corine Land Cover (CLC), est marquée par l'importance des forêts et milieux semi-naturels (72 % en 2018), en diminution par rapport à 1990 (73,1 %). La répartition détaillée en 2018 est la suivante :
forêts (72 %), prairies (18,8 %), zones agricoles hétérogènes (4,7 %), zones urbanisées (4,5 %). L'évolution de l’occupation des sols de la commune et de ses infrastructures peut être observée sur les différentes représentations cartographiques du territoire : la carte de Cassini (XVIIIe siècle), la carte d'état-major (1820-1866) et les cartes ou photos aériennes de l'IGN pour la période actuelle (1950 à aujourd'hui).

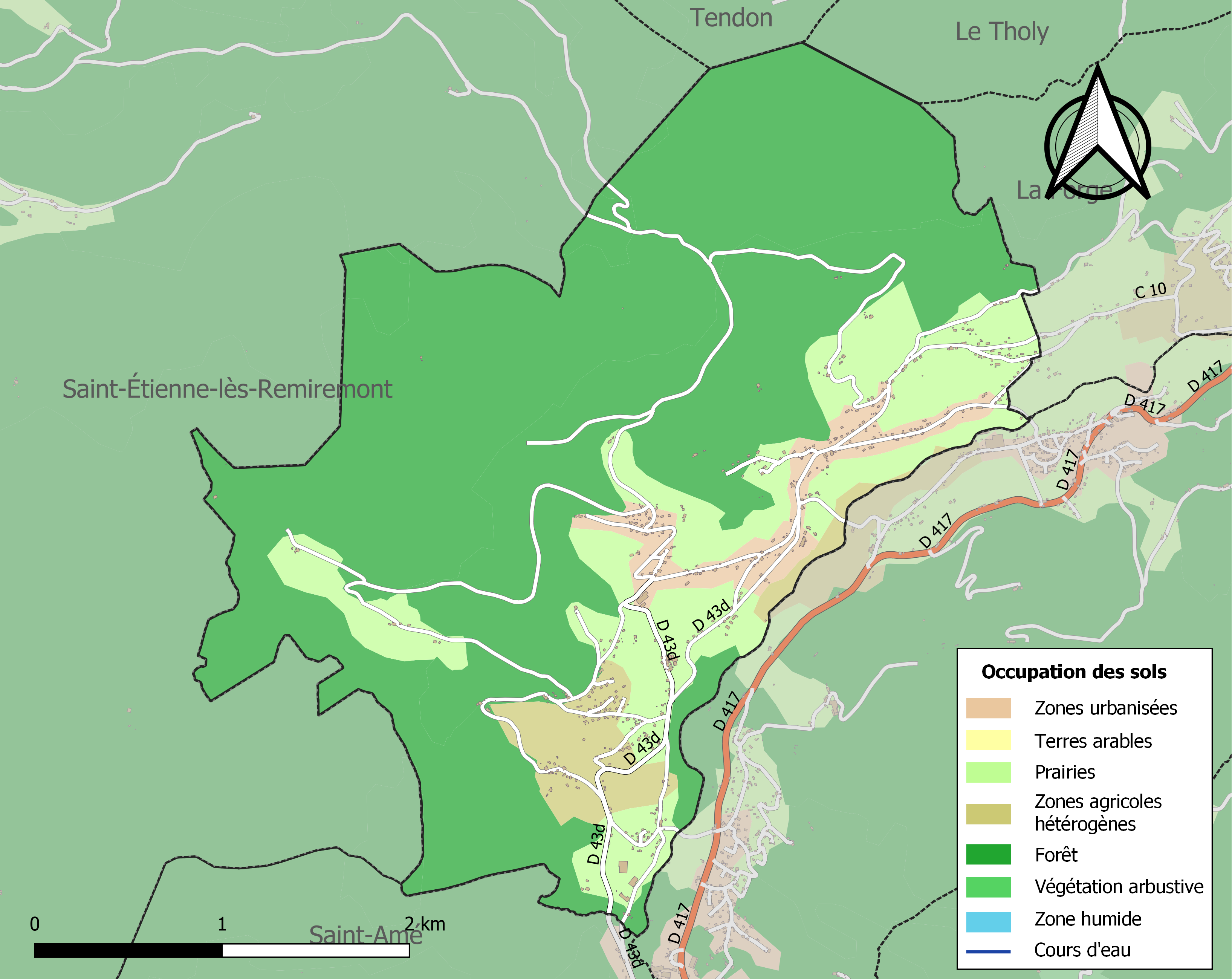
Carte des infrastructures et de l'occupation des sols de la commune en 2018 (CLC).

## Toponymie
Le nom de la localité est attesté sous les formes ? Molendinum de Cruleia (1147) ; L’eawe de Clurie (1268) ; Sux Cluriée (1329) ; Clurys (1530) ; Clurye (1593) ; ? La Cullerye (1593) ; Cleurie (1707) ; Cleury, les Arrentez de Cleury (1711) ; Communauté des Arranté de Cleurie (1790) ; Le Belliard, vulg. Bullia (1753).

Cleurie du nom de la rivière qui signifie « eau claire » et qui la borde sur toute sa limite orientale.

## Histoire
Le nom de la commune a été modifié à deux reprises :
- en 1793 : Arrentès de Cleurie[29] ;
- en 1801 : Cleurie.

Une stèle commémorative des combats menés en septembre et octobre 1944 par les Américains de la 3e division d'infanterie US sur le coteau de Chèvre Roche pour libérer la basse vallée de Cleurie, a été inaugurée le 6 novembre 1988 à Plaine Cleurie.

## Politique et administration

### Découpage territorial
Par arrêté préfectoral du 15 septembre 2023, la commune est retirée le 1er janvier 2024 de l'arrondissement de Saint-Dié-des-Vosges et rattachée à l'arrondissement d'Épinal.

### Liste des maires
| Période                                  | Période                   | Identité                     | Étiquette          | Qualité                                                             |
| ---------------------------------------- | ------------------------- | ---------------------------- | ------------------ | ------------------------------------------------------------------- |
| Les données manquantes sont à compléter. |                           |                              |                    |                                                                     |
| 1971                                     | mars 1995                 | Michel Thouvenin (1931-2022) | SE (apparenté UDF) | Militaire retraité, agriculteur                                     |
| mars 1995                                | mars 2001                 | ?                            |                    |                                                                     |
| mars 2001                                | En cours (au 3 Mars 2022) | Patrick Lagarde              | UMP-LR             | Forestier, technicien de l'ONF Suppléant du député François Vannson |

### Finances locales

#### Budget et fiscalité 2022
En 2022, le budget de la commune était constitué ainsi :
- total des produits de fonctionnement : 419 000 €, soit 635 € par habitant ;
- total des charges de fonctionnement : 387 000 €, soit 587 € par habitant ;
- total des ressources d'investissement : 212 000 €, soit 321 € par habitant ;
- total des emplois d'investissement : 67 000 €, soit 102 € par habitant ;
- endettement : 444 000 €, soit 674 € par habitant.

Avec les taux de fiscalité suivants :
- taxe d'habitation : 15,36 % ;
- taxe foncière sur les propriétés bâties : 29,86 % ;
- taxe foncière sur les propriétés non bâties : 4,37 % ;
- taxe additionnelle à la taxe foncière sur les propriétés non bâties : 0,00 % ;
- cotisation foncière des entreprises : 0,00 %.

Chiffres clés Revenus et pauvreté des ménages en 2021 : médiane en 2021 du revenu disponible, par unité de consommation : 23 670 €.

### Intercommunalité
Cleurie est membre de la Communauté de communes des Hautes Vosges.

### Jumelages
La commune est jumelée avec  Xhoris (Belgique) depuis 1974. Cette localité est devenue depuis une section de la commune de Ferrières.

## Population et société

### Démographie

#### Évolution démographique
L'évolution du nombre d'habitants est connue à travers les recensements de la population effectués dans la commune depuis 1793. Pour les communes de moins de 10 000 habitants, une enquête de recensement portant sur toute la population est réalisée tous les cinq ans, les populations de référence des années intermédiaires étant quant à elles estimées par interpolation ou extrapolation. Pour la commune, le premier recensement exhaustif entrant dans le cadre du nouveau dispositif a été réalisé en 2008.

En 2022, la commune comptait 648 habitants, en évolution de −1,22 % par rapport à 2016 (Vosges : −2,96 %, France hors Mayotte : +2,11 %).
| 1793 | 1800 | 1806 | 1821 | 1831 | 1836 | 1841 | 1846 | 1856 |
| ---- | ---- | ---- | ---- | ---- | ---- | ---- | ---- | ---- |
| 390  | 229  | 356  | 438  | 444  | 460  | 521  | 458  | 403  |

| 1861 | 1866 | 1876 | 1881 | 1886 | 1891 | 1896 | 1901 | 1906 |
| ---- | ---- | ---- | ---- | ---- | ---- | ---- | ---- | ---- |
| 363  | 369  | 357  | 365  | 346  | 431  | 416  | 427  | 391  |

| 1911 | 1921 | 1926 | 1931 | 1936 | 1946 | 1954 | 1962 | 1968 |
| ---- | ---- | ---- | ---- | ---- | ---- | ---- | ---- | ---- |
| 457  | 398  | 399  | 384  | 376  | 398  | 400  | 413  | 390  |

| 1975 | 1982 | 1990 | 1999 | 2006 | 2008 | 2013 | 2018 | 2022 |
| ---- | ---- | ---- | ---- | ---- | ---- | ---- | ---- | ---- |
| 445  | 625  | 668  | 669  | 628  | 616  | 655  | 646  | 648  |

### Enseignement
- École maternelle et primaire[41],[42].
- Collèges à Vagney et au Tholy.
- Lycées à Remiremont.

### Santé
- Professionnels de santé à Vagney.
- Centre hospitalier de Remiremont.

### Cultes
Culte catholique, Paroisse Saint-Amé-des-Trois-Vallées. Communauté de Paroisses de Remiremont. Diocèse de Saint-Dié.

### Manifestations culturelles et festivités
Cleurie possède aussi une des pistes de course de caisses à savon les plus connues, car très technique. Le parcours compte cinq virages pour une longueur de 1,2 kilomètre et un dénivelé de 150 mètres. Régulièrement des courses y sont organisées - dont déjà cinq manches du championnat de Lorraine - et le championnat de France s'y est disputé en 2006, les 1er et 2 juillet, opposant 180 pilotes.

## Économie
Plusieurs entreprises se trouvent à Cleurie, dont une entreprise de création de composants électroniques (Entreprise Rurale d'Électronique ou Enrulec). Cette entreprise, qui a eu un essor spectaculaire, est située au lieu-dit les Champs de L'Étraye. Elle emploie aujourd'hui une trentaine de salariés et fabrique par an plus de deux millions de cartes électroniques de 750 types différents, vendues ensuite à de grands groupes industriels, dont Dassault.

## Culture locale et patrimoine

### Lieux et monuments
- Chapelle Sainte-Sabine, située sur la commune de Saint-Étienne-lès-Remiremont, mais à laquelle on peut également accéder depuis Cleurie et Saint-Amé[44],[45]. Cette chapelle a été construite au XVIIIe siècle sur l'oratoire primitif, au lieu-dit Sainte-Sabine[46],[47] sur la montagne du Fossard[48], du XVIIIe siècle, avec éléments du XI ou XIIe siècle. Un pèlerinage s'y tient le dernier samedi du mois d'août. À proximité de la chapelle se trouve la fontaine miraculeuse[49].
- Outre la fontaine miraculeuse Sainte-Sabine qui coule à deux pas de la chapelle[49], une autre fontaine est signalée par Marichal sur le territoire de Remiremont ainsi qu'un lieu-dit de Cleurie dénommé Petite Sainte-Sabine[50],[51],[52].
- Une enquête thématique régionale (architecture rurale des Hautes Vosges) a été réalisée par le service régional de l'inventaire[53].
- Monuments commémoratifs :
  - plaque commémorative (Les Morts pour la France sont inscrits au monument aux Morts de Julienrupt, hameau du Syndicat)[54] et monument aux morts ;
  - stèle commémorative de la 3e division d'infanterie (États-Unis).

Début 2017, la commune est « réputée sans clochers ».

### Personnalités liées à la commune
- Audie Murphy (20 juin 1925 - 28 mai 1971) fut l'un des soldats américains les plus décorés de la Seconde Guerre mondiale. Il avait 20 ans lorsqu'il a combattu dans la vallée de la Cleurie.
- Sainte Sabine, religieuse dans les Vosges (✝ 917)[56].

### Héraldique
| Blason | Blasonnement : Parti arrondi vers la dextre de sinople à deux sapins en pal et d’azur au soleil naissant du flanc senestre d’or, à la vergette arrondie d’argent brochant sur la partition. Commentaires : Ce blason fait allusion à l’exposition privilégiée de Cleurie « en amphithéâtre », tournée vers le soleil levant. Les sapins évoquent la crête surplombant la commune. Et la vergette arrondie représente la « grande courbe » de la Cleurie,. |

## Pour approfondir